# Sanous
Sanous település Franciaországban, Hautes-Pyrénées megyében. Lakosainak száma 100 fő (2022. január 1.). Sanous Vic-en-Bigorre, Casteide-Doat és Saint-Lézer községekkel határos.

## Népesség
A település népessége az elmúlt években az alábbi módon változott:
| Lakosok száma | 92   | 96   | 99   | 98   | 99   | 100  | 101  | 102  | 100  |
|               | 2013 | 2015 | 2016 | 2017 | 2018 | 2019 | 2020 | 2021 | 2022 |